# Base Este

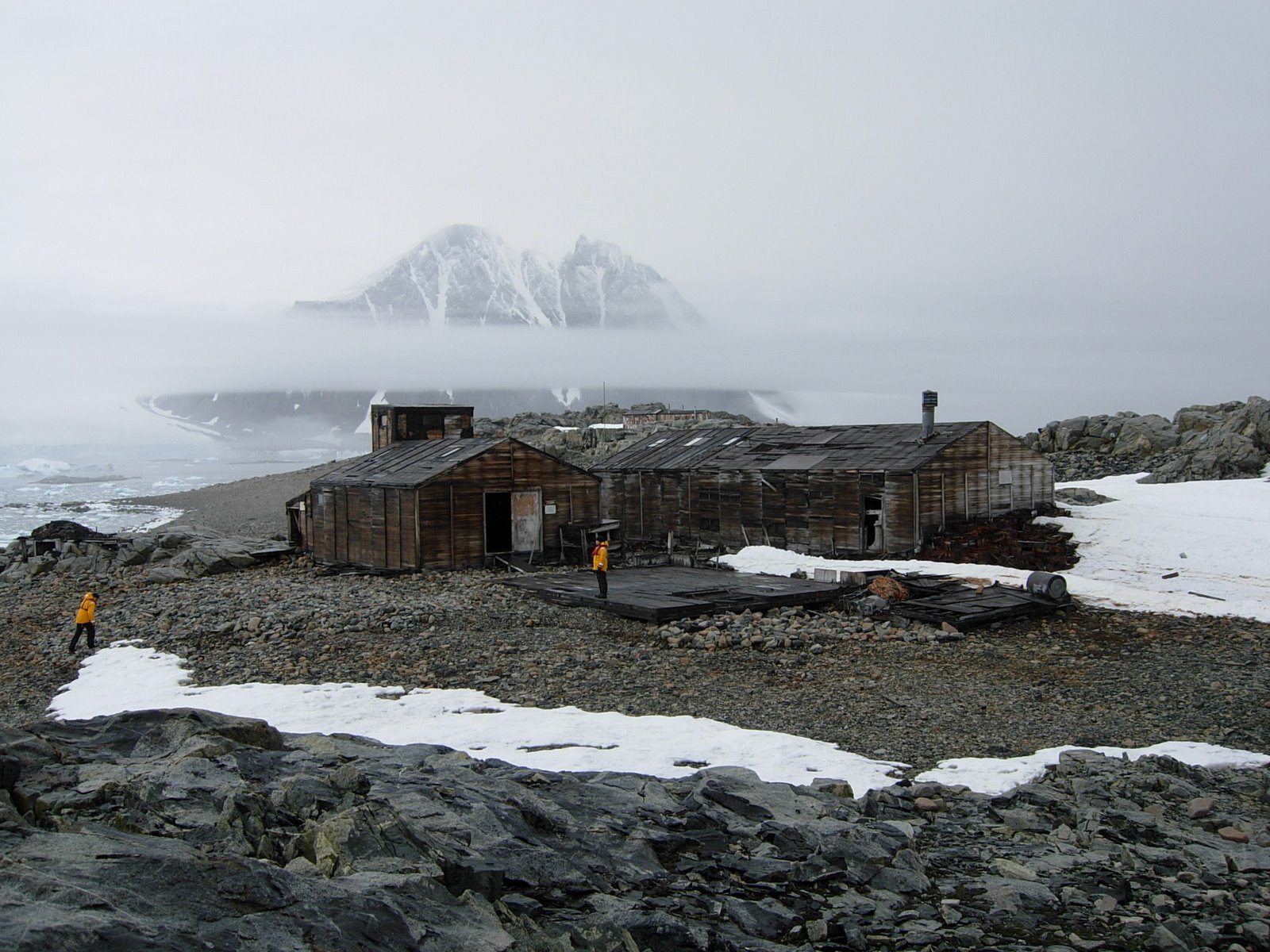
Base Este.

La Base Este (en inglés: East Base) fue una estación de investigación científica de los Estados Unidos en la Antártida. Se ubica en ruinas en el lado noreste de la isla Stonington (68°12′S 67°03′O / -68.200, -67.050) en la bahía Margarita en la costa oeste de la península Antártica. 
Al mando del almirante y aviador Richard Evelyn Byrd el 25 de noviembre de 1939 partieron de la costa este de Estados Unidos los barcos USS Bear y USMS North Star con 125 personas a bordo, iniciando la Expedición del Servicio Antártico de los Estados Unidos cuyo objetivo era delinear la costa antártica entre los meridianos 72° O y 148° O. Para ello establecieron la Base Oeste (Little America III) en la bahía de las Ballenas y en enero de 1940 se dirigieron a la costa oeste de la península Antártica en donde el 8 de marzo Byrd en un vuelo definió el sitio para la Base Este en la isla Stonington. La base fue empezada a construir el 11 de marzo y completada el 27 de marzo de 1940.
El personal de la base estuvo compuesto por 26 hombres seleccionados de la Armada, Cuerpo de Marines y el Ejército de los Estados Unidos, junto con civiles de varios departamentos del gobierno. El equipamiento incluía el biplano Curtis-Wright Condor, 75 perros, un tanque liviano del Ejército, y un tractor de artillería liviana. Desde la base partieron expediciones de investigación de la península Antártica.
La Base Este fue evacuada el 22 de marzo de 1941, habiendo previamente evacuado la Base Oeste, los barcos regresaron a Estados Unidos.
La base fue reocupada en 1947–1948 por la Expedición de Investigación Antártica Ronne, una expedición privada. Los edificios fueron también ocupados y modificados por el Reino Unido durante la construcción en 1946 y operación de la Base E a 230 metros de la Base Este, hasta su cierre el 12 de febrero de 1950, y luego entre 1958 y febrero de 1975.
A propuesta y conservación de Estados Unidos, en octubre de 1989 la Base Este fue designada como Sitio y Monumento Histórico SMH 55: Base East bajo el Tratado Antártico. Entre febrero y marzo de 1991 personal del Servicio de Parques Nacionales de Estados Unidos limpiaron el sitio en cumplimiento del Protocolo de Protección Ambiental del Tratado Antártico.